# Nhóm dân tộc tại châu Âu

Phân phối các nhóm ngôn ngữ chính của Châu Âu

Nhóm dân tộc châu Âu chủ yếu là các nhóm dân tộc nói ngữ hệ Ấn-Âu. Ngoài ra còn có các nhóm dân tộc sử dụng ngữ hệ Ural và tiếng Basque cổ đã di cư từ phương Đông. Ở vùng Nga thuộc châu Âu, vẫn còn các nhóm dân tộc sử dụng ngữ hệ Altai và Kavkaz. Mỗi quốc gia về cơ bản được chia thành các quốc gia. Một số người nói cùng ngôn ngữ với đất nước thừa nhận rằng họ thuộc cùng một nhóm dân tộc, và một số người sẵn sàng nhấn mạnh đất nước của họ.

## Các nhóm
Ba nhóm dân tộc chính sử dụng các ngữ hệ Ấn-Âu: Giéc-manh, Rôman và Sla-vơ, chứa hơn 90% dân số châu Âu:
- Slav
  - Người Nga
  - Người Belarus
  - Người Ukraina
  - Người Ba Lan
  - Người Bulgaria
  - Người Séc
  - Người Slovak
  - Người Serb / Hồi giáo / Người Montenegro
  - Người Croatia
  - Người Slovenia
  - Người Macedonia
- Rôman (Người Latinh)
  - Người Pháp / Người Wallon / Người Bỉ / Người Thụy Sĩ gốc Pháp / Người Monaco
  - Người Ý / Người Thụy Sĩ gốc Ý
  - Người Tây Ban Nha
  - Người Bồ Đào Nha
  - Người România / Người Moldova
  - Người Roman
  - Người Catalunya
- German
  - Người Anh (Anh-Saxon)
  - Người Đức / Người Áo / Người Liechtenstein / Người Thụy Sĩ gốc Đức
  - Người Hà Lan / Người Flemish
  - Người Đan Mạch
  - Người Na Uy
  - Người Thụy Điển
  - Người Iceland
  - Người Luxembourg

Ngữ hệ Ấn-Âu nhỏ hơn sử dụng các nhóm dân tộc:
- Balt
  - Người Litva
  - Người Latvia
- Nhóm ngôn ngữ Hy Lạp
  - Người Hy Lạp
- Tiếng Albania
  - Người Albania
- Tiếng Armenia
  - Người Armenia
- Celt
  - Người Scotland
  - Người Ireland
  - Người Wales
  - Người Breton
- Iran
  - Người Digan

Ngoài ra, có những nhóm dân tộc sử dụng ngữ hệ Ural:
- Người Hungary
- Người Phần Lan
- Người Estonia
- Người Sami
- Người Udmurt
- Người Maroc
- Người Mordovin
- Người Karelia
- Người Komi

Các nhóm dân tộc sử dụng ngữ hệ Altai:
- Người Tatar
- Người Chuvash
- Người Bashkir
- Người Kalmyk
- Người Kazakh

Các nhóm dân tộc sử dụng tiếng Kavkaz:
- Người Gruzia

Các nhóm dân tộc sử dụng ngữ hệ Phi-Á
- Người Malta

Một ngôn ngữ tồn tại riêng, không liên quan đến các nhóm ngôn ngữ khác:
- Người Basque